# Europees kampioenschap voetbal 2008 (halve finale) Rusland - Spanje
Dit artikel gaat over de wedstrijd in de halve finale tussen Rusland en Spanje gespeeld op 26 juni 2008 tijdens het Europees kampioenschap voetbal 2008.

## Voorafgaand aan de wedstrijd
- Rusland en Spanje speelden vier keer eerder tegen elkaar, drie keer won Spanje en eenmaal was het gelijk.
- De laatste wedstrijd tegen elkaar was 16 dagen eerder, op 10 juni 2008: de eerste wedstrijd in groep D op het EK. Spanje won met 4-1.
- Voor Rusland is het een weerzien met scheidsrechter Frank De Bleeckere die eerder in het toernooi Rusland tegen Zweden floot, een wedstrijd die de Russen met 2-0 wonnen.

## Wedstrijdgegevens

De basisopstellingen van beide landen.

| Datum                | 26 juni 2008                   | 26 juni 2008                   |
| Stadion              | Ernst Happelstadion, Wenen     | Ernst Happelstadion, Wenen     |
| Toeschouwers         | 51428                          | 51428                          |
| Scheidsrechter       | Frank De Bleeckere             | Frank De Bleeckere             |
| Assistenten          | Peter Hermans Alex Verstraeten | Peter Hermans Alex Verstraeten |
| Vierde man           | Kyros Vassaras                 | Kyros Vassaras                 |
| Man van de wedstrijd | Andrés Iniesta                 | Andrés Iniesta                 |
|                      | Rusland                        | Spanje                         |
| Doelpunten           | 0                              | 3                              |
| Gele kaarten         | 2                              | 0                              |
| Rode kaarten         | 0                              | 0                              |
| Wissels              | 2                              | 3                              |
| Schoten op doel      | 2                              | 12                             |
| Schoten naast doel   | 5                              | 6                              |
| Overtredingen        | 18                             | 14                             |
| Hoekschoppen         | 3                              | 4                              |
| Buitenspel           | 1                              | 3                              |
| Vrije trappen        | 16                             | 19                             |
| Strafschoppen        | 0                              | 0                              |
| Balbezit (tijd)      | 29' 17                         | 31' 21                         |
| Balbezit (%)         | 47                             | 53                             |

| Rusland | 0 – 3           | Spanje |
| | goals (assists) | 50' Xavi Hernández 73' Daniel Güiza 82' David Silva |
| Guus Hiddink | bondscoach      | Luis Aragonés |
| Igor Akinfejev Vasili Berezoetski Sergej Ignasjevitsj Ivan Sajenko 57' Andrej Arsjavin Sergej Semak Konstantin Zyrjanov Joeri Zjirkov Roman Pavljoetsjenko Igor Semsjov 56' Aleksandr Anjoekov | opstellingen    | Iker Casillas Carlos Marchena Carles Puyol Andrés Iniesta 35' David Villa 69' Xavi Hernández 69' Fernando Torres Joan Capdevila Sergio Ramos Marcos Senna David Silva |
| Dinijar Biljaletdinov 56' Dmitri Sytsjov 57' | wissels         | 35' Cesc Fàbregas 69' Xabi Alonso 69' Daniel Güiza |
| Joeri Zjirkov 56' Dinijar Biljaletdinov 60' | gele kaarten    | |
| | rode kaarten    | |

## Overzicht van wedstrijden
| Groepswedstrijden | | | |
| Groep A | Groep B | Groep C | Groep D |
| Zwitserland - Tsjechië Portugal - Turkije Tsjechië - Portugal Zwitserland - Turkije Zwitserland - Portugal Turkije - Tsjechië | Oostenrijk - Kroatië Duitsland - Polen Kroatië - Duitsland Oostenrijk - Polen Oostenrijk - Duitsland Polen - Kroatië | Roemenië - Frankrijk Nederland - Italië Italië - Roemenië Nederland - Frankrijk Nederland - Roemenië Frankrijk - Italië | Spanje - Rusland Griekenland - Zweden Zweden - Spanje Griekenland - Rusland Griekenland - Spanje Rusland - Zweden |
| Kwartfinales | | | |
| Portugal - Duitsland | Kroatië - Turkije | Nederland - Rusland | Spanje - Italië                                                                                                   |
| Halve finales | | | |
| Duitsland - Turkije | Duitsland - Turkije                                                                                                  | Rusland - Spanje | Rusland - Spanje                                                                                                  |
| Finale | | | |
| Duitsland - Spanje | | | |